# Jezus onder de schriftgeleerden
Jezus onder de schriftgeleerden is een schilderij van een onbekende navolger van de Zuid-Nederlandse schilder Jheronimus Bosch.

## Voorstelling
Het stelt de twaalfjarige Jezus voor, die in Jeruzalem de schriftgeleerden ondervroeg over God, en grote indruk op hen maakte vanwege zijn kennis. De voorstelling is ontleend aan de volgende Bijbelpassage:

En toen Hij twaalf jaren oud geworden was, en zij naar Jeruzalem opgegaan waren, naar de gewoonte van den feestdag; En de dagen aldaar voleindigd hadden, toen zij wederkeerden, bleef het Kind Jezus te Jeruzalem, en Jozef en Zijn moeder wisten het niet. Maar menende, dat Hij in het gezelschap op den weg was, gingen zij een dagreize, en zochten Hem onder de magen, en onder de bekenden. En als zij Hem niet vonden, keerden zij wederom naar Jeruzalem, Hem zoekende. En het geschiedde, na drie dagen, dat zij Hem vonden in den tempel, zittende in het midden der leraren, hen horende, en hen ondervragende. En allen, die Hem hoorden, ontzetten zich over Zijn verstand en antwoorden. En zij, Hem ziende, werden verslagen; en Zijn moeder zeide tot Hem: Kind! waarom hebt Gij ons zo gedaan? Zie, Uw vader en ik hebben U met angst gezocht. En Hij zeide tot hen: Wat is het, dat gij Mij gezocht hebt? Wist gij niet, dat Ik moet zijn in de dingen Mijns Vaders? En zij verstonden het woord niet, dat Hij tot hen sprak.
— Lucas 2 : 42-50.

## Toeschrijving en versies

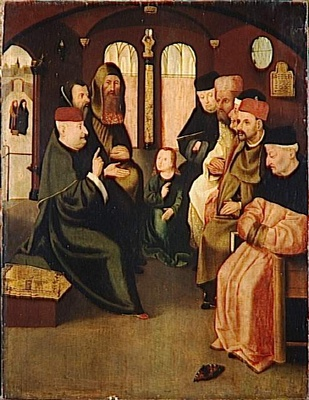
Navolger van Jheronimus Bosch. Jezus onder de schriftgeleerden. 1550-1560. Parijs, Louvre.

Van het werk bestaan ten minste drie versies, waaronder één in het Louvre en één in het Philadelphia Museum of Art. Tijdens een recente restauratie kwam op dit werk linksonder een stichtersportret tevoorschijn. Men gaat er daarom van uit dat het hier gaat om het origineel. Het werk wordt in verband gebracht met Jheronimus Bosch vanwege compositorische en stilistische overeenkomsten met zijn Bruiloft van Kana, dat alleen als kopie bewaard is gebleven. Het komt echter ook overeen met twee, eveneens alleen als kopie bewaard gebleven zijluiken, die ooit het Mariaretabel van de Lieve Vrouwebroederschap in de Sint-Jan in 's-Hertogenbosch sierden met voorstellingen van Salomo en Bathseba en David en Abigaïl. Omdat deze luiken in de stijl van Bosch geschilderd zijn door de Brusselse schilder Gielis Panhedel, wordt ook Jezus onder de schriftgeleerden tegenwoordig in verband gebracht met deze schilder, die mogelijk een leerling van Bosch geweest is.

## Herkomst
Het werk is afkomstig uit de kunstverzameling in het renaissance-kasteel Opočno in de gelijknamige stad in Oost-Bohemen (Tsjechië)  Opočno.

## Thema
Hetzelfde thema was ook onderwerp van een schilderij van Orazio Borgianni, omtreeks 1609.